# Tutsi

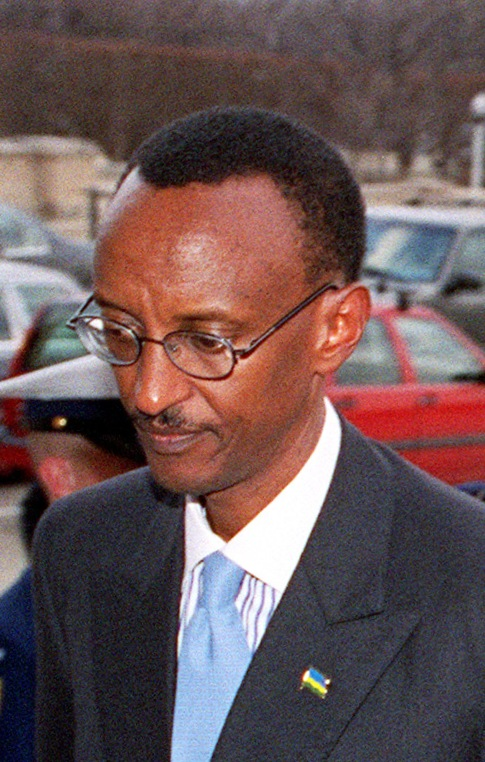
Paul Kagame, Tutsi en huidig president van Rwanda

De Tutsi (ook Watutsi en Batutsi) zijn een volk in Burundi, Rwanda en delen van de Democratische Republiek Congo. Volgens sommigen komen de Tutsi oorspronkelijk uit Oost-Afrika, waarschijnlijk Ethiopië en zouden ze in de 11e eeuw naar Rwanda en Burundi getrokken zijn. In de 16e eeuw ontstonden in het Grote Merengebied Tutsi-monarchieën die tot in de jaren 1960 standhielden.
Traditioneel vormden de Tutsi een aristocratische klasse in Rwanda en Burundi. Zij waren vooral veehouders. De Hutu, landbouwers, waren aan hen onderworpen via een leenstelsel en werden verplicht herendiensten uit te voeren. Huwelijken tussen Tutsi en Hutu waren verboden. In de negentiende en twintigste eeuw gingen zowel de Tutsi als de Hutu over tot het christendom zoals dat verkondigd werd door de Rooms-Katholieke Kerk.
De Duitse kolonisatoren veranderden niets aan de ondergeschikte sociaal-economische positie van de Hutu. De Belgische bestuurders die na hen kwamen benadrukten deze positie zelfs, onder meer door vermelding op officiële documenten. Hierdoor was de etnische afkomst van personen via hun paspoort kenbaar. Tijdens de genocide van 1994 werd hier veelvuldig gebruik van gemaakt.
Zowel in Burundi als in Rwanda kwam het in de twintigste eeuw diverse malen tot bloedige conflicten tussen Hutu en Tutsi. In 1994, nadat op 6 april het vliegtuig van Hutu-president Juvénal Habyarimana van Rwanda was neergeschoten, vond de Rwandese Genocide plaats. In een periode van 100 dagen werden ruim een miljoen Tutsi en gematigde Hutu vermoord: mannen, vrouwen en ook vele kinderen.
In het Nederlandse asielbeleid gold enige tijd een categoriale bescherming voor Tutsi uit de Democratische Republiek Congo. Deze werd in oktober 2008 opgeheven. De Tutsi bleven wel aangewezen als kwetsbare minderheidsgroep. Voormalig staatssecretaris Nebahat Albayrak beschouwde Kinshasa als vestigingsalternatief voor Tutsi uit Congo.

## Verhoudingen Hutu, Tutsi en Twa (Pygmeeën) in Rwanda en Burundi
| Land    | Tutsi | Hutu | Twa |
| ------- | ----- | ---- | --- |
| Rwanda  | 9%    | 90%  | 1%  |
| Burundi | 15%   | 85%  | <1% |